# ایجن
ایجن (انگلیسی: Ijen) مجمع آتشفشان ایجن گروهی از آتشفشان چینه‌ای است که در مرز بین بانیووانگی ریجنسیس و بوندووزو ریجنسیس جاوه شرقی ، اندونزی واقع شده است.